# Allocerellus vittatus
Allocerellus vittatus är en stekelart som beskrevs av Annecke och Mynhardt 1970. Allocerellus vittatus ingår i släktet Allocerellus och familjen sköldlussteklar. Inga underarter finns listade i Catalogue of Life.